# Восточная рифовая цапля
Восто́чная ри́фовая ца́пля (лат. Egretta sacra) — птица семейства цаплевые, обитающая в Юго-Восточной Азии, Австралии, Новой Зеландии, Тасмании и Полинезии.

## Описание
Длина тела составляет 57—67 см, размах крыльев — от 90 до 110 см. Масса составляет более 400 г. Ноги очень короткие и желтоватые. Оперение сланцевато-серое. На горле и подбородке имеется тонкая, белая полоса. В течение гнездового периода у птицы длинные нарядные перья на шее и спине. Клюв коричневый, глаза желтоватого цвета. Окружающая лицо кожа имеет зеленовато-жёлтый оттенок.
У рифовых цапель существует диморфизм, то есть имеются два цветовых варианта. В то время как на большей области распространения цвет оперения птиц светлый, в Новой Зеландии встречается подвид с тёмным оперением. Вид представлен двумя цветовыми морфами — тёмной (тёмно-серое оперение) и белой (белое оперение).

## Питание
Питание птицы состоит из рыб, моллюсков, ракообразных и других морских животных, которых она ловит, нагнувшись над водной поверхностью.

## Размножение
Круглый год птицы гнездятся в колониях в джунглях, между пальмами и манграми или в дуплах старых деревьев. В кладке от двух до трёх зеленовато-синих яйца. Гнездо строится из веток и цветков. Самка и самец участвуют в высиживании кладки. Высиживание продолжается до 28 дней. Затем птенцы-родители примерно 5 недель выкармливают птенцов.

## Охрана
В Австралии восточная рифовая цапля находится под охраной государства с 1974 года.

## Фото

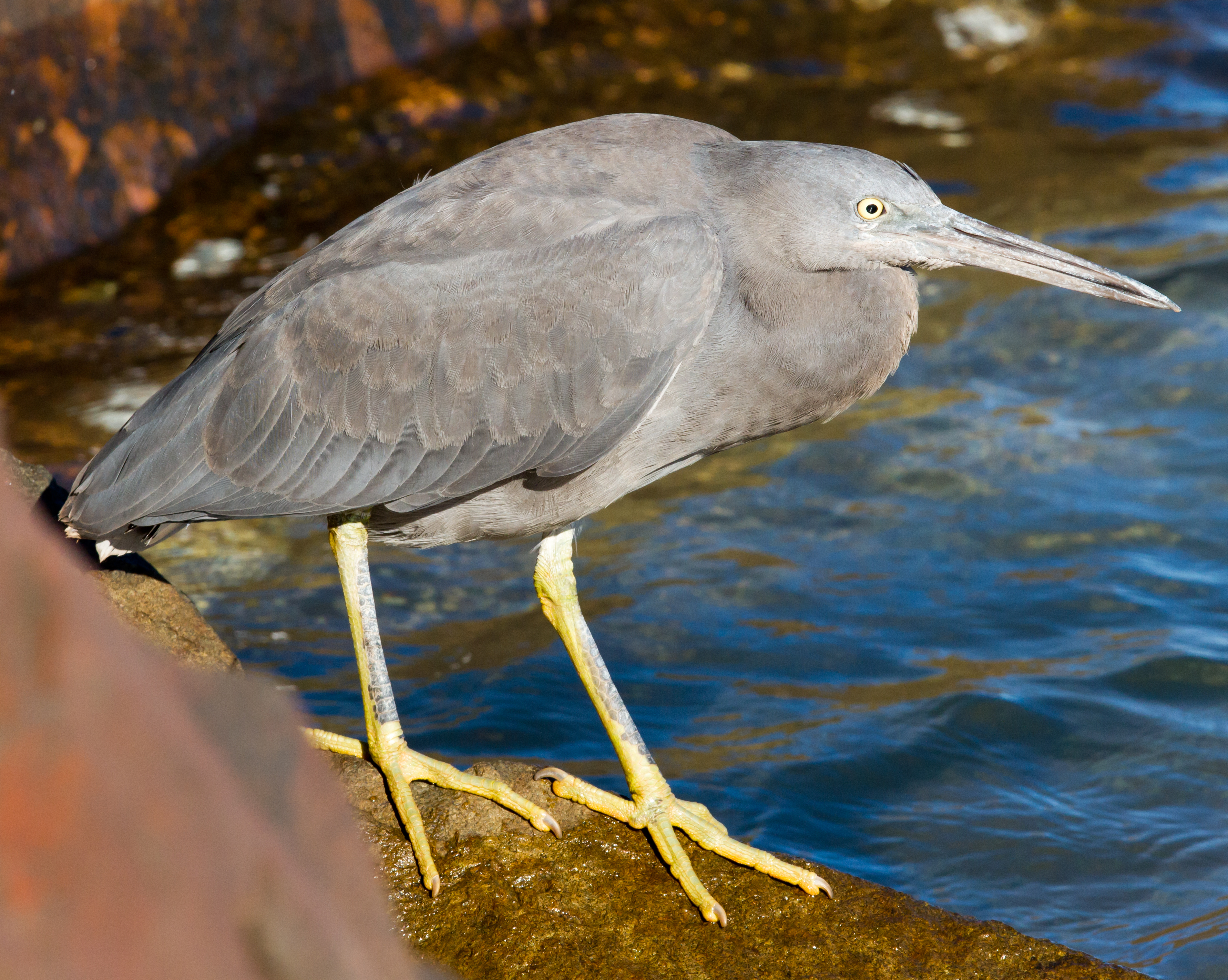
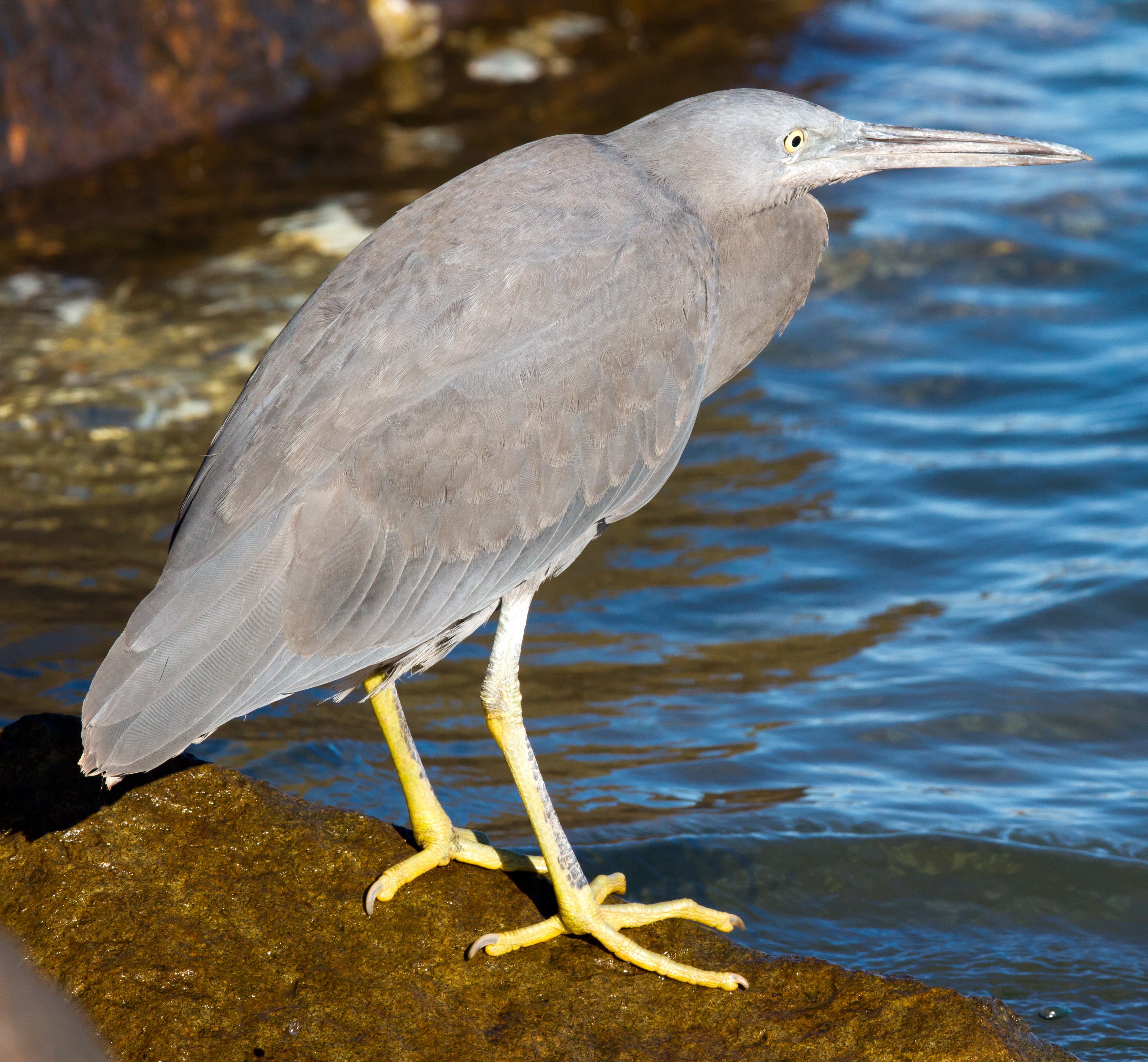
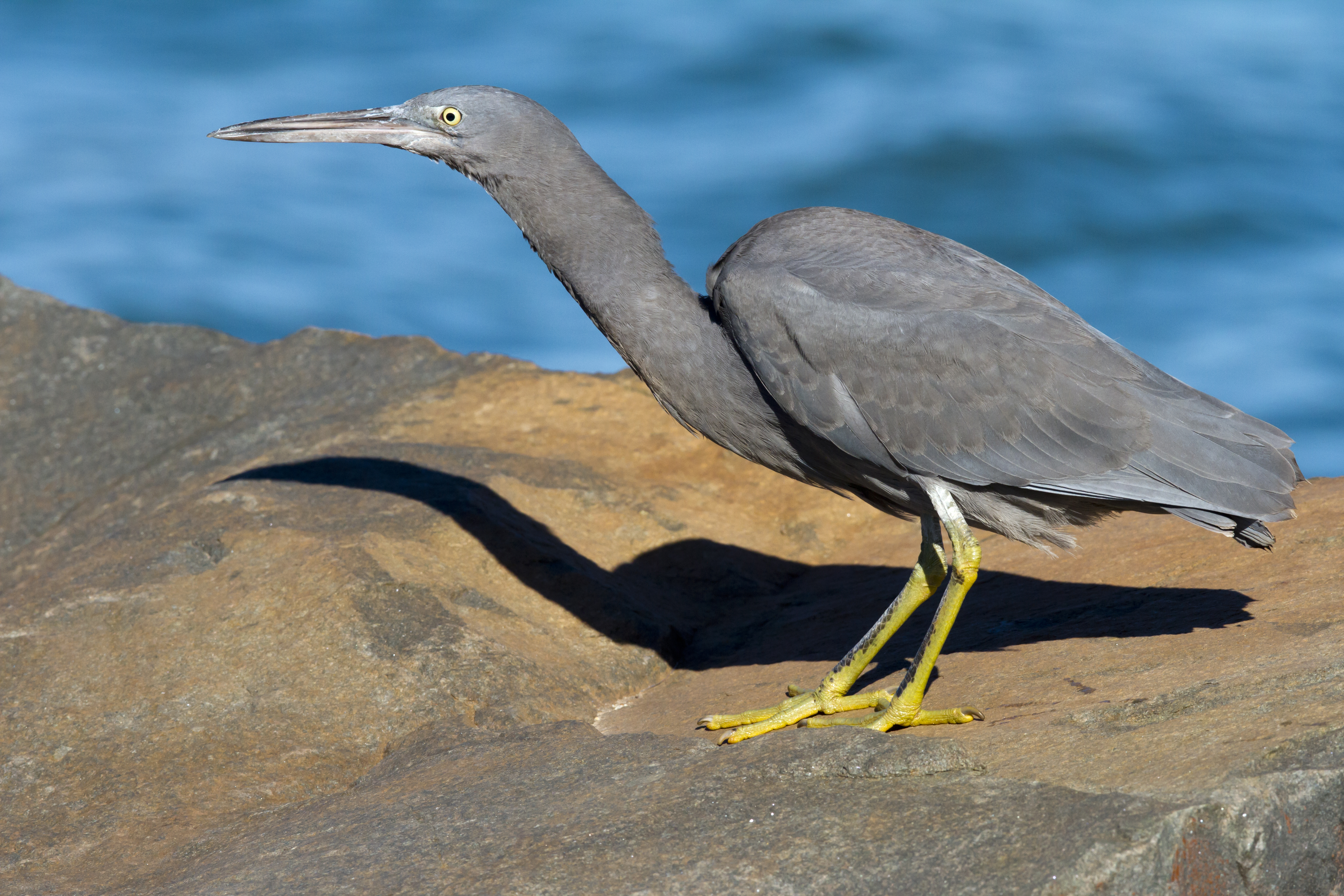
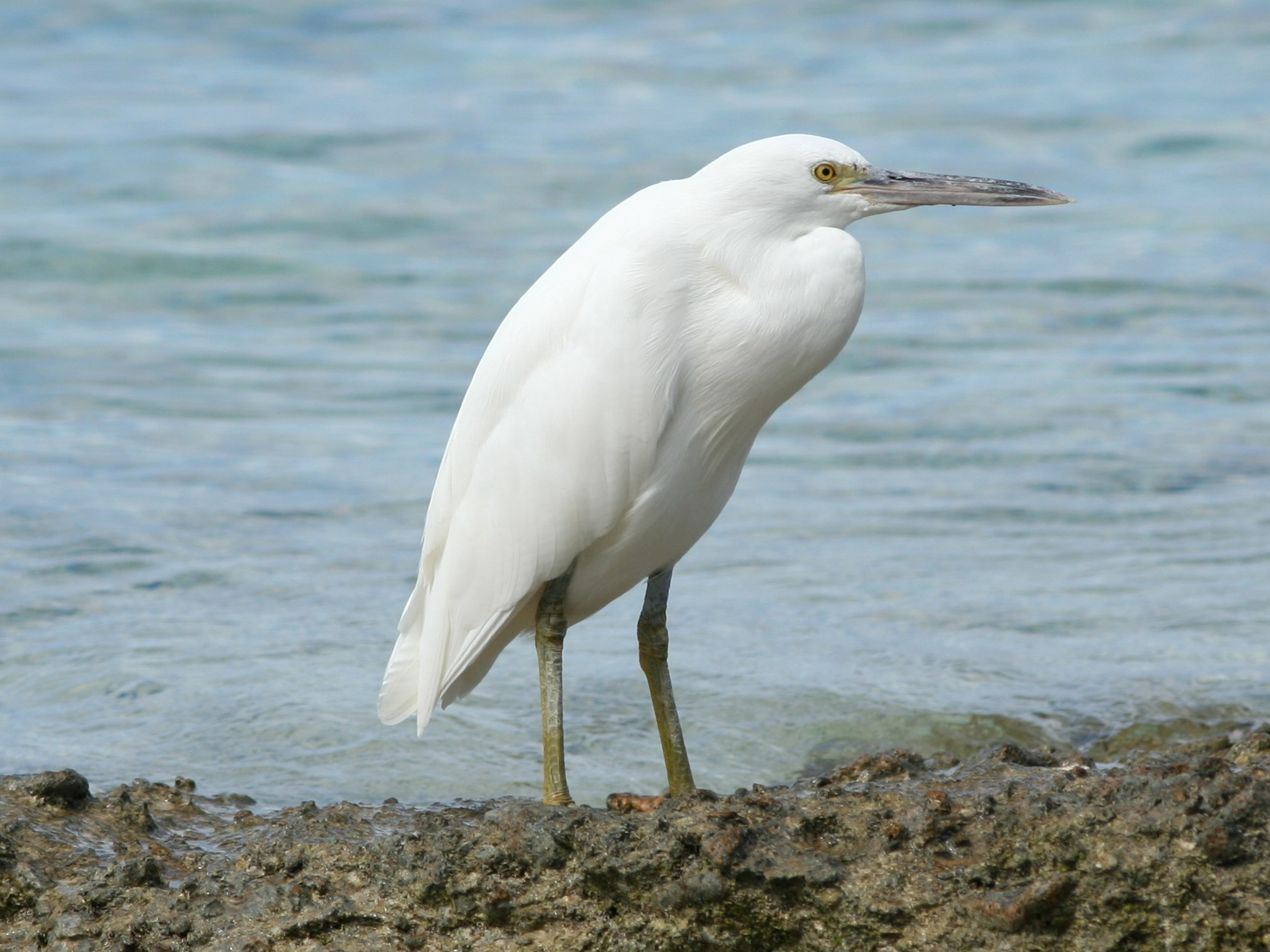
Белая морфа